# أساطير نارت الشركسية
ملاحم نارت الشركسية هي سلسلة من القصص التي تعود أصولها إلى منطقة القفقاس / القوقاز الشمالي. وهي تمثل الأساطير الأساسية للمجموعات البشرية التي تسكن المنطقة؛ بعضها مجرد قصص بسيطة، لكن لبعضها الآخر قيمة أسطورية تاريخية باعتبارها إبداعا أسطوريا قديما.
أول المواد المكتوبة ظهرت باللغة الروسية على يد الكاتب الشركسي نغومه شورة الذي دونها ما بين عامي 1835 م و1843 م ونشرت بعد وفاته عام 1861 م، ظهرت ترجمتها الألمانية عام 1866 م والعربية نحو عام 1980 م.

## أكثر الملاحم شهرة

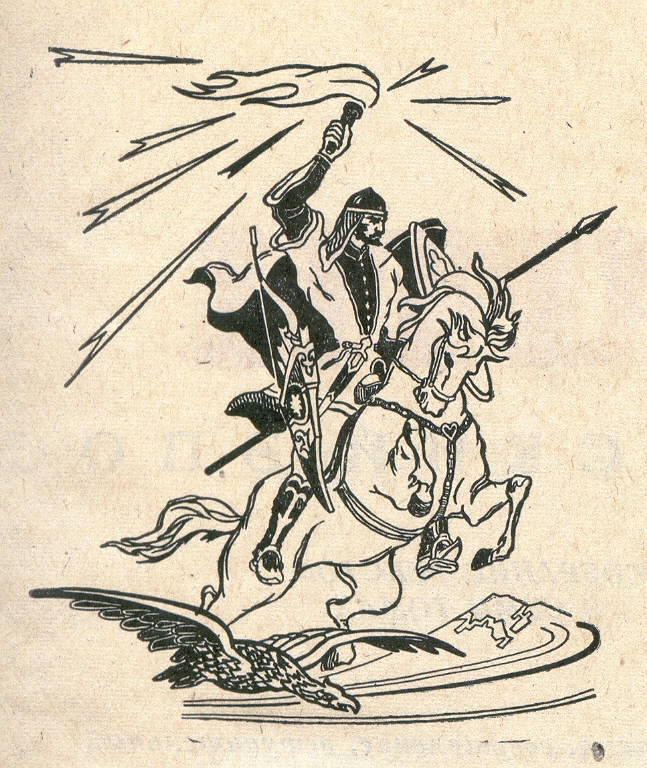
ساوسروقة

النسخ الأكثر شهرة والتي تعرض للدراسة الجادة هي تلك التي جاءت من الفلكلور الأوسيتي والشركسي، ثم الأبخازي والأبازي، كما تظهر الملاحم النارتية في فلكلوري القرشاي ـ بلقار والشيشان والأنغوش.
- النارتيون هم عرق أسطوري ينحدر من العمالقة والأبطال، ومن أهم الشخصيات التي تذكر في الملاحم بشكل متكرر نذكر:
  - ساوسروقة: وهو بطل أسطوري تعرضه بعض القصص كبطل شجاع في حيث يذكر أحيانا باعتباره محتالا.
  - ستناي: هي أم النارتيين، رمز الخصب.
  - لبش: حداد جبار، وهو الرجل الأسطوري الذي أشرف على ولادة ساوسروقة من داخل الحجر.

## الأساطير النارتية واليونانية
تلتقي الملاحم النارتية والأساطير الإغريقية من حيث موضوعاتها في بعض الأحيان. إذ تذكر على سبيل المثال قصة بروميثيوس الذي سرق النار وقيّد إلى جبل، فتعتبر عناصرها مشابهة لملاحم نارت. كما ينظر البعض إلى هذه العناصر أو الأفكار المشتركة كأدلة على تقارب قديم ما بين شعوب الأديغة واليونانيين القدماء.

## أصلها
- استخدم عالم اللغويات جرجيس داميزل التقسيم الأوسيتي للنارتيين إلى ثلاث طبقات لدعم فرضيته التي تقول: أن الشعوب الهندوأوروبية الأولى كانت تنقسم بصورة مشابهة إلى ثلاثة أقسام (المقاتلين، الكهنة، العامة). واستنادا إلى النسخ الأوسيتية على وجه الخصوص فقد اعتبرت الملاحم لوقت طويل وبشكل واسع على أنها بقايا لثقافات شعوب إيرانية قديمة مثل السكيثيين والسارماتيين والآلان الذين يعتبرون الأجداد القدماء للأوسيتيين.
- لكن جون كولاروسو المتخصص في علم الإنسان يقول بأن: هذه النظرة تصبح غير عادلة وأن من الواجب أخذ النسخ الأخرى المحفوظة من الملاحم لدى الشراكسة وأقربائهم بعين الاعتبار، فرغم أن حضور أصل إيراني قديم أمر لا يريد إنكاره إلا أن النسخ الباقية في القفقاس الشمالي تتمتع بقيمة عالية نظرا لأصالتها ونوعيتها. إنها تحتفظ بكل التفاصيل الغريبة التي تحتوي على حطام وفتات وبقايا التقاليد والمعتقدات القديمة، مقارنة بالنسخ الأوسيتية التي أعيدت صياغتها لتشكل نصا قصصيًا أكثر سلاسة.[1]
- وفي كتاب بعنوان من سكيثيا إلى كاميلوت يتوقع المؤلفان أن مجموعة من العناصر التي ظهرت في أساطير الملك آرثر قد استمدت من الملاحم النارتية. ويعتقدان بأن الانتقال تم أثناء هجرة بعض قبائل الآلان إلى شمالي فرنسا إبان العهد الذي ولدت فيه أساطير الملك آرثر.

## ترجمتها
وقد قام حسني قوموق (مترجم وباحث في اللغة الشركسية) بترجمة العديد من هذه الملاحم ونشرت في كل من مجلة الإخاء ومجلة نادي الجيل في الأردن في الفترة الواقعة ما بين عامي 1960 م و1966 م ثم قام ممدوح قوموق (مترجم ومؤلف) بترجمة ونشر كتاب مترجم عنها باللغة العربية في دمشق في أوائل التسعينيات من القرن العشرين تحت اسم ملاحم نارت الشركية.

## روابط إضافية
- ترجمة باللغة الإنجليزية لبعض الملاحم النارتية
- ترجمة باللغة الروسية لبعض الملاحم النارتية
- نصوص باللغة الشركسية لبعض الملاحم النارتية
- راجع بحث الدكتور عبد الفتاح ياغي عن المرأة ومكانتها في الأساطير النارتية الشركية في جريدة الرأي وتوثيقها هو: 1998: “The Nartian Women in the Mythology of Ancient Caucasians (Sherkes).” The Art Section, Al-Rai, No. 9979, January 2, 1998, p. 25, Jordan.
- مقالات تحتوي نصوصًا من أساطير نارت:

1. أساطير من غابات تشركيسيا, تأليف جون كولاروسو
2. بروميثيوس بين الشركس، تأليف جون كولارسو
3. امرأة من الأساطير، تأليف جون كولارسو

- موقع شركسي يشرح بعض النقاط الرئيسية وراء أشهر الأساطير الشركسية

أساطير نارت الأوسيتية:
- ترجمة روسية لأساطير نارت الأوسيتية
- أساطير نارت الأوسيتية باللغة الأوسيتية
- نصوص أوسيتية عن أساطير نارت

أساطير نارت، أبخازيا
- ترجمة روسية لأساطير نارت الأبخازية

أساطير نارت، قابردينيا ـ بلقار:
- ورقة بحث باللغة الإنجليزية عن معتقدات القرشاي ـ بلقار تحتوي ملخصًا عن أساطير نار القرشاي بلقارية بالإنجليزية.
- مناقشة وسرد لأساطير نارت القرشاي ـ بلقار
- ترجمة روسية لملاحم نارت القرشاي ـ بلقار (الجزء الأول)
- ترجمة روسية لملاحم نارت القرشاي ـ بلقار (الجزء الأول)

أساطير نارت، شيشان ـ أنغوش:
- ثقافة الشيشان: التاريخ والعصر
- عن المعتقدات الشيشانية والأنغوشية باللغة الروسية (الجزء الأول)
- عن المعتقدات الشيشانية والأنغوشية باللغة الروسية (الجزء الثاني) يشمل ملاحم نارتية.